# ラダー軌道

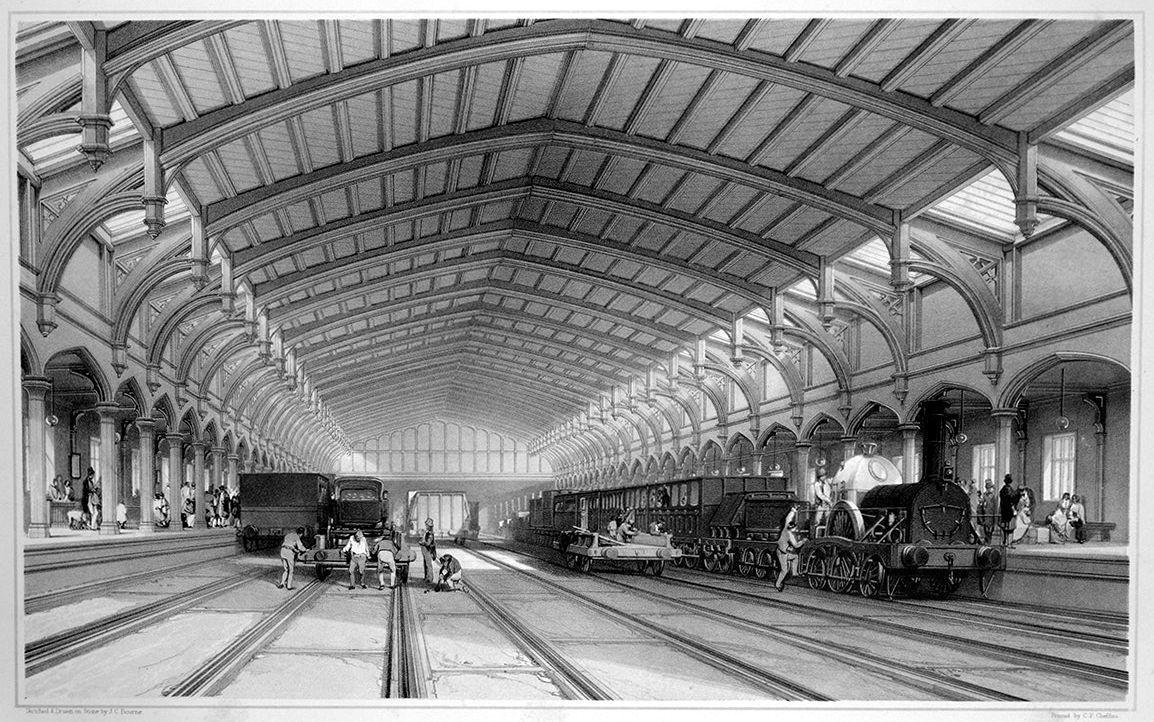
GWRのブリストルにおける最初のターミナル、ブリストル・テンプル・ミーズ駅内部の絵、ラダー軌道の構造がよく分かる。

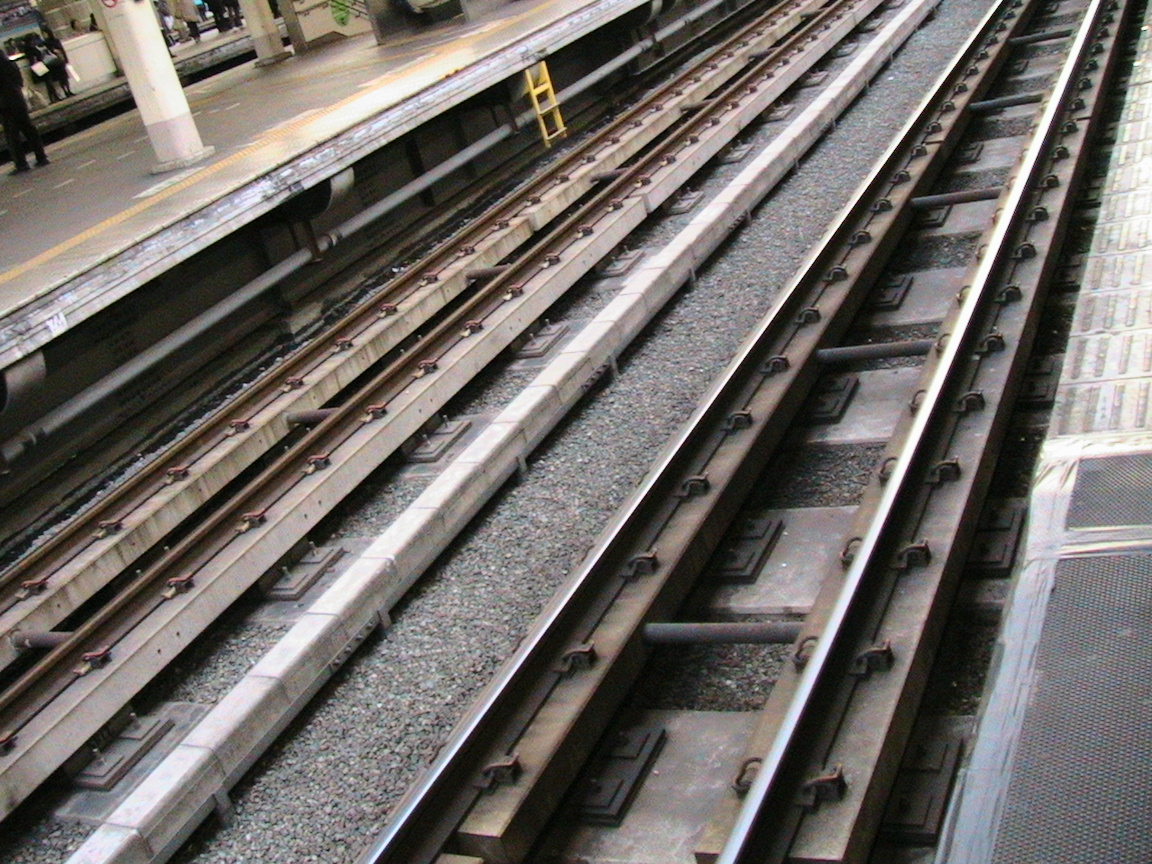
品川駅のフローティングラダー軌道

ラダー軌道（ラダーきどう、英: ladder track）とは、鉄道の線路に使われる道床の一種。

## 概要
一般的な軌道はレールの下に枕木を直角に並べて配置するが、ラダー軌道はレールと同じ方向に走る枕木を使い、クロスメンバーというレールに直角な梁（枕木と異なりレールがずれないようにするだけ）で軌間を保持している。梯子（ladder = ラダー）のように見えることが名称の由来である。軌道剛性が高くなり、荷重負担が分散されるため、軌道狂いが起こりにくく、メンテナンスが大幅に軽減されるなどの利点がある。
少なくともイギリスのグレート・ウェスタン鉄道（GWR）で開業時（1833年）すでに採用されており、この方法でGWRは当時採用していた2140mm軌間という広軌でも枕木用に長い材木を使わずにすんでいた 。

## 種類
バラスト・ラダー軌道
バラスト軌道で使用されており、通常のバラスト軌道と比べて騒音吸収の面で優れているほか、線路に掛かる荷重をラダー枕木により分散させることで、バラストの沈下とバラストに使用される砕石の細粒化を遅らせる効果があり、これにより軌道狂いが軽減される。また、メンテナンスも通常のバラスト軌道と比べて1/5以下に軽減されている。種類としては、バラストの上部に直接ラダー枕木を敷設する方式とバラストの上部に防振材を介してラダー枕木を敷設する方式の2つがある。
フローティング・ラダー軌道
コンクリート道床で使用されており、コンクリート路盤とラダー枕木との間に、ゴムを使用した防振装置やポリウレタン防振材を挟むことでラダー枕木を支持する。ラダー枕木により荷重を分散させるほかに、騒音と振動の軽減が可能であり、種類としては、ラダー枕木をコンクリート道床から防振装置を介して支持する防振装置式、コンクリートの道床の上部にL形コンクリート台座を設置して、側面からは緩衝材、下面から防振材を介してラダー枕木を支持するL形台座式、コンクリートの道床の上部に設置されたコンクリート台座にL字形のダクタイル台座を設置して、側面からは緩衝材、下面から防振材を介してラダー枕木を支持するダクタイル台座式がある。